# Nepenthes muluensis
Nepenthes muluensis este o specie de plante carnivore din genul Nepenthes, familia Nepenthaceae, ordinul Caryophyllales, descrisă de Mitsuru Hotta. Conform Catalogue of Life specia Nepenthes muluensis nu are subspecii cunoscute.

## Galerie de imagini

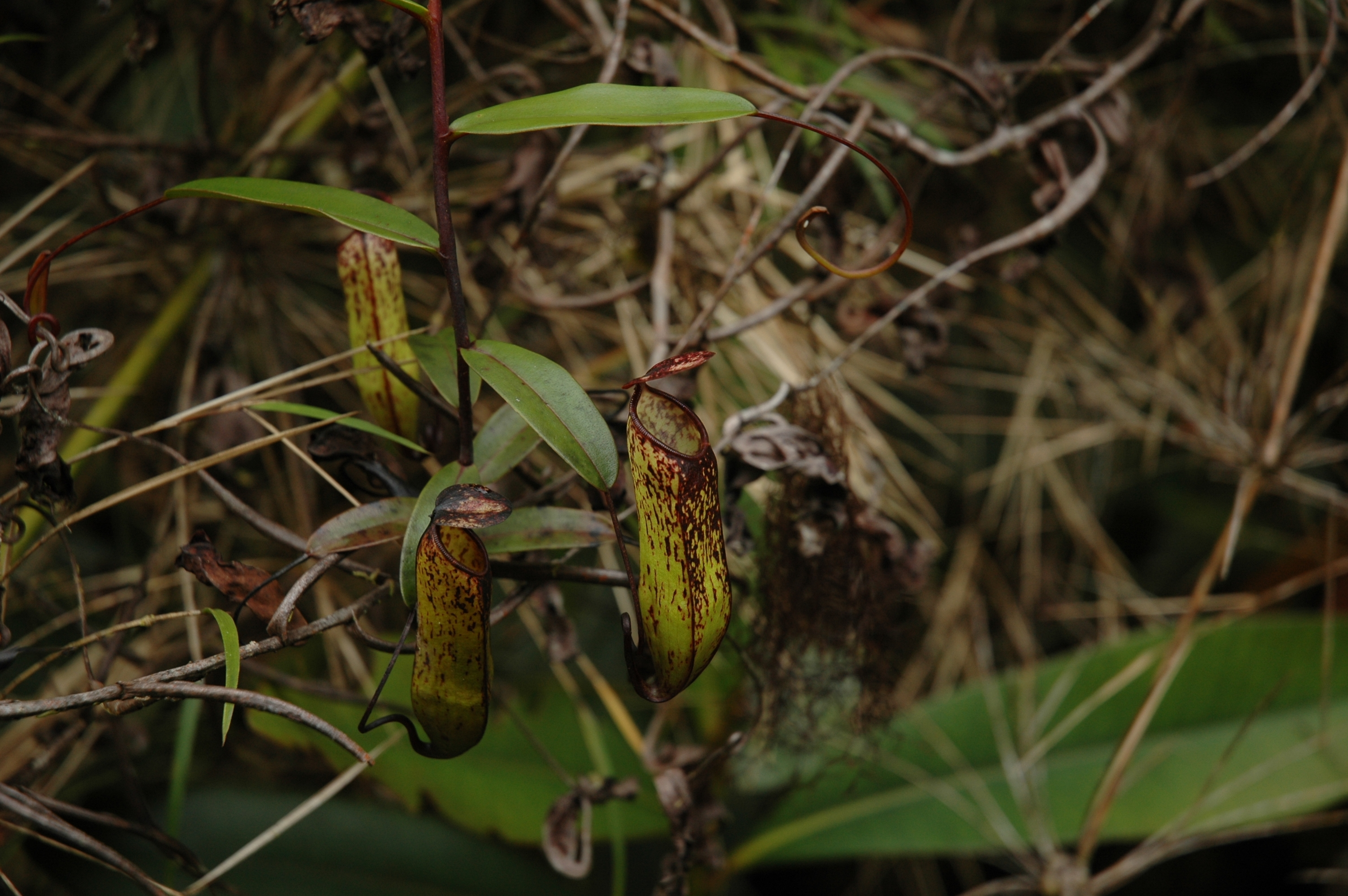
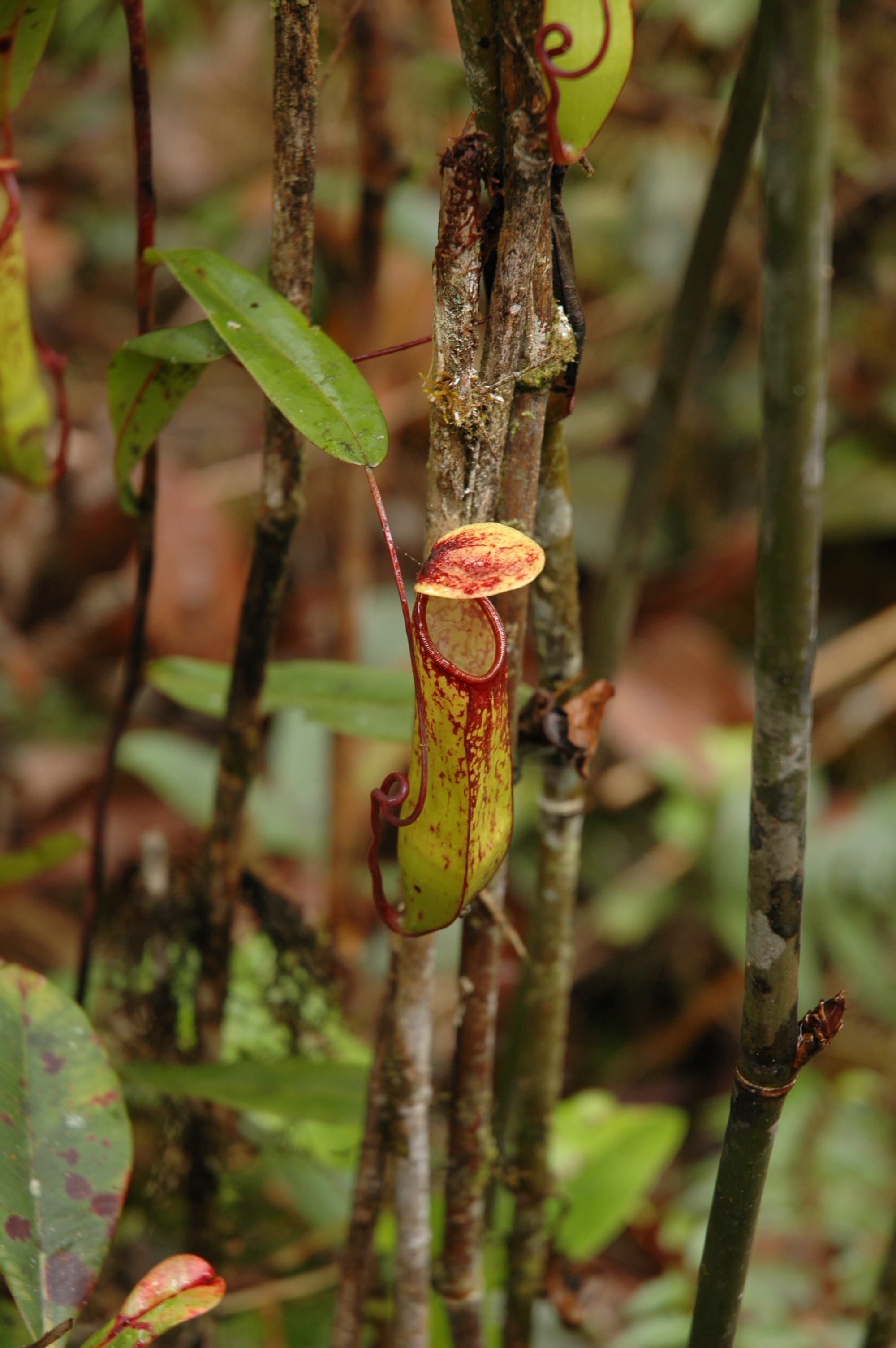
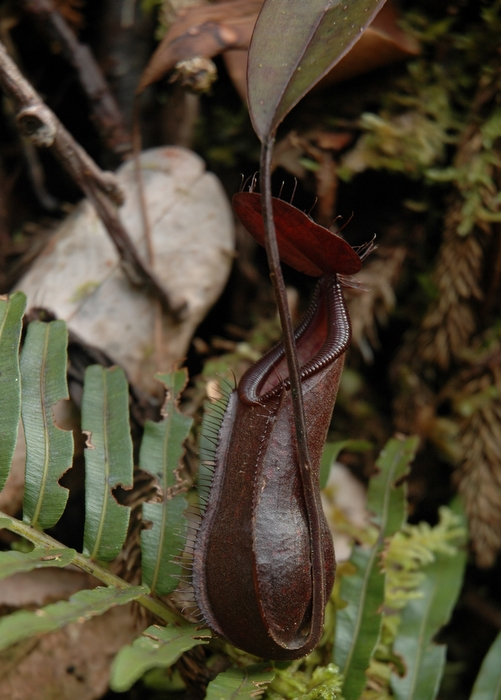
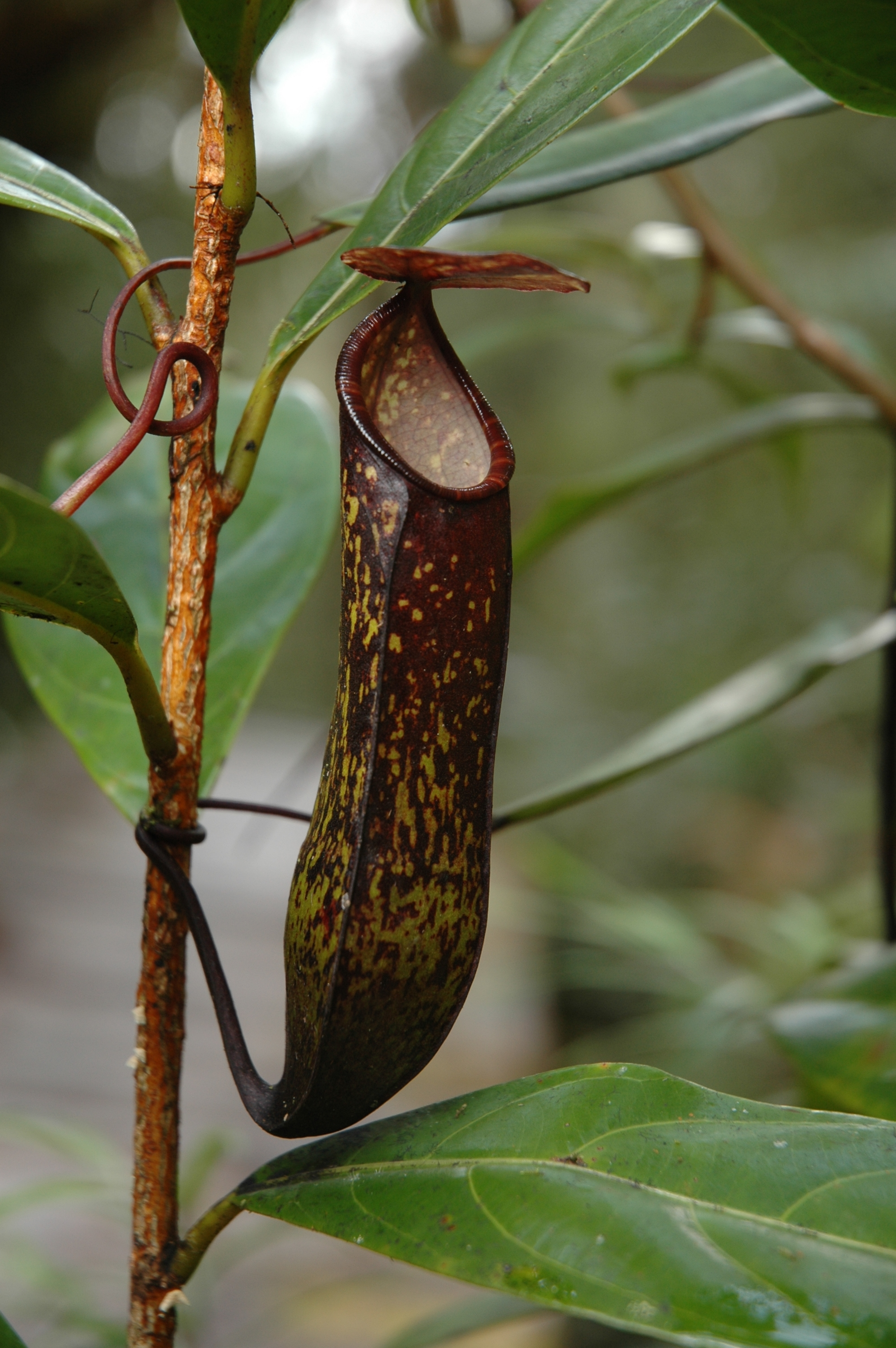
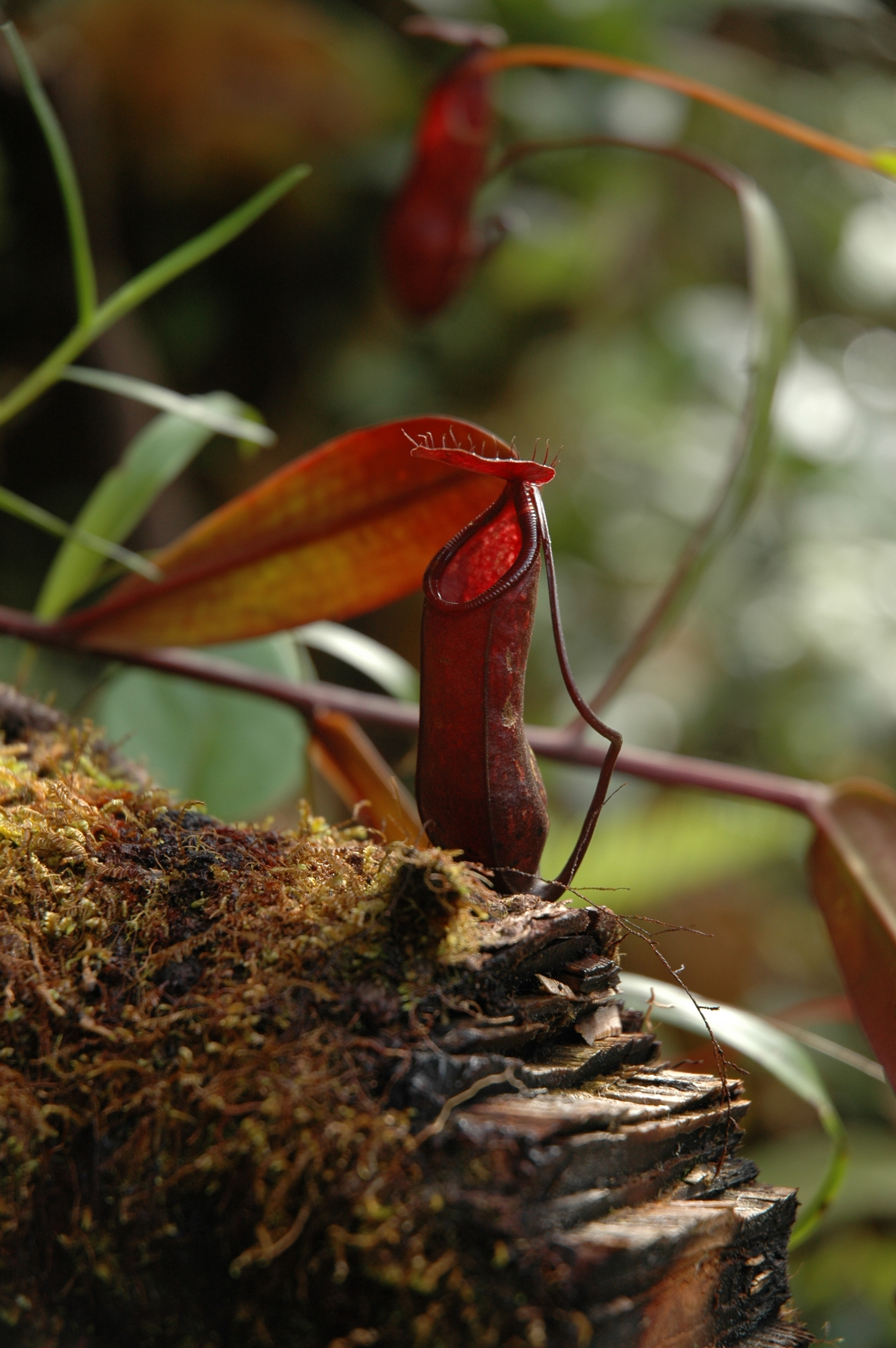
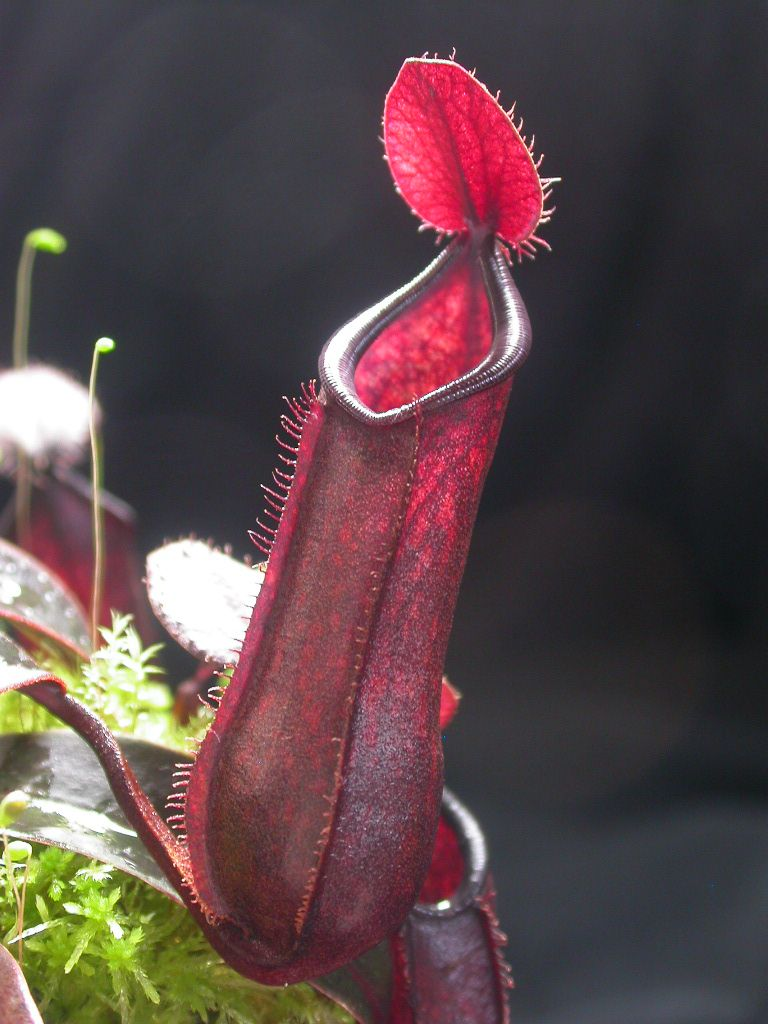